# Prix Jean-Jacques-Gautier
Le prix Jean-Jacques-Gautier est une récompense décernée à des jeunes talents du théâtre. Il est remis, au mois de janvier, par le jury de l’association qui associe critiques, auteurs et comédiens. 

## Historique
Le prix est fondé par Marcel Nahmias en 1989, un industriel passionné de théâtre, dans le prolongement du Plaisir du théâtre, créé en 1972, qui décerne chaque année un prix de consécration récompensant une personnalité du monde théâtral pour l'ensemble de sa carrière.
Le prix est dédié à Jean-Jacques Gautier (1908-1986) : essayiste, journaliste et romancier, Jean-Jacques Gautier signe de nombreuses critiques de théâtre sous le pseudonyme de Le Boulevardier jusqu'en 1942 puis, après la guerre, pour Le Figaro. Il est élu à l'Académie française le 15 juin 1972 au fauteuil de Louis Armand.

## Lauréats du prix
- 1989 :
- 1990 : Sonia Vollereaux
- 1991 :
- 1992 :
- 1993 :
- 1994 :
- 1995 : Nicolas Vaude
- 1996 :
- 1997 :
- 1998 :
- 1999 : Julie Brochen
- 2000 :
- 2001 :
- 2002 : Laurent Laffargue
- 2003 : Fabrice Melquiot
- 2004 : Marie-Laure Crochant
- 2005 : Julie Delarme
- 2006 :
- 2007 : Rachida Brakni
- 2008 : Thibaut Corrion
- 2009 : Clotilde Hesme
- 2010 : Julie-Marie Parmentier - prix remis par Odile Quirot[2]
- 2011 : Jean Bellorini - prix remis par Armelle Héliot[3]
- 2012 : Judith Chemla
- 2013 : Pierre Niney
- 2014 : Benjamin Lazar
- 2015 : Thomas Jolly
- 2016 :
- 2017 : Hédi Tillette de Clermont-Tonnerre - prix remis par Gilles Costaz
- 2018 : Sebastian Galeota - prix remis par Gilles Costaz
- 2019 :
- 2020 : Géraldine Martineau[4]